# Yonah
Yonah è il nome in codice dell'evoluzione dual core del processore Pentium M, la cui ultima incarnazione è basata sul core Dothan, e costituisce la prima architettura dual core ottimizzata per i sistemi mobile mai realizzata prima.
Per distinguere maggiormente il nuovo prodotto dai precedenti, Intel ha deciso di abbandonare il nome "Pentium M" adottando un nuovo nome commerciale per questa CPU, chiamandola Core Duo per le versioni a doppio core, mentre Core Solo per quelle a singolo core, destinate alla fascia economica del mercato.

## Caratteristiche tecniche

### Processo produttivo

Logo delle 2 versioni di Yonah

A dispetto del nome commerciale scelto da Intel, si tratta, in un certo senso, di due Dothan costruiti affiancati in un unico blocco di silicio secondo un approccio a Die Monolitico, e i socket utilizzati sono il PGA 478 e il BGA 479 (Socket 479). Per realizzare tale processore è stato utilizzato, per la prima volta, il processo litografico a 65 nm, una caratteristica che ha contribuito a ridurre i consumi energetici rispetto a quello a 90 nm adottato per le CPU Dothan. L'adozione del nuovo processo produttivo, in realtà, è stato per Intel un passaggio pressoché obbligato, in quanto adottare la tecnologia a 90 nm con un'architettura dual core mobile avrebbe implicato una superficie del die del processore troppo elevata e quindi costosa da produrre. Le CPU Core Duo hanno una superficie del die pari a 90,1 mm², integrando circa 151 milioni di transistor.
Il bus è passato, dai 533 MHz di Dothan, a 667 MHz, e questo ha influenzato anche la frequenza minima di funzionamento quando il processore funziona in modalità di basso consumo energetico. Fin dai tempi del Pentium M Banias, tutti i processori di questa famiglia (quindi anche l'evoluzione Yonah) possono supportare solo il moltiplicatore di frequenza minimo di 6x; quando il BUS era a 400 MHz la frequenza minima del processore era pari a 600 MHz in modalità di risparmio energetico. Con le cpu a 533 MHz di BUS, il clock minimo salì a 800 MHz, mentre con Yonah e il BUS a 667 MHz, la frequenza minima è diventata 1 GHz.
La cache di primo livello L1, è di 64 kB per ciascun core, mentre quella di secondo livello L2 è di 2 MB (condivisa tra i core), pari al quantitativo installato sui core Dothan; sebbene i modelli di CPU dual core contemporanei a Yonah (Pentium D Smithfield) disponessero già di un simile quantitativo di cache di secondo livello, in tali processori ciascun core poteva accedere soltanto ad 1 MB di memoria cache dedicata: in Yonah questa barriera viene a cadere e i due core, attraverso un BUS dedicato, possono accedere dinamicamente alle risorse di memoria disponibili; in funzione delle necessità di ogni singola unità logica viene quindi assegnato il quantitativo necessario di cache L2 e, qualora un core fosse inattivo, l'altro ha la possibilità di allocare tutta la cache L2 (cioè fino a 2 MB). Tale tecnologia prende il nome di Smart Cache. La condivisione della cache L2 ha permesso di ottimizzare anche gli accessi al BUS, infatti i dati presenti nella cache L2 ed elaborati da un core possono essere utilizzati dall'altra unità di elaborazione accedendo direttamente alla cache. Se invece si fosse optato per una cache L2 dedicata ad ogni singolo core (così come avveniva nei Pentium D Smithfield e Presler), per scambiare dati da un'unità elaborativa all'altra si sarebbe dovuti ricorrere alle risorse del BUS.
Il modello di punta al momento del lancio era quello a 2,16 GHz ed è sicuramente significativo vedere come la frequenza di clock al debutto fosse pari a quella massima di Dothan in commercio, considerando che Yonah ha architettura dual core e che l'obiettivo di Intel era fare in modo che queste nuove CPU avessero lo stesso consumo delle soluzioni single core Dothan già disponibili sul mercato.
Intel ha dichiarato, per voce del suo presidente Paul Otellini, che Yonah offre prestazioni 100 volte maggiori rispetto al primo Pentium, con un quarto della grandezza del primo die di un processore Intel.
Il 5 aprile 2006, Intel ha reso nota l'intenzione di passare ad un nuovo "stepping" di produzione per le CPU Yonah, ovvero si è passati dal C-0 al D-0, in modo da permettere frequenze più elevate. L'unica accortezza per la piena compatibilità con le nuove versioni, era quella di aggiornare il BIOS della motherboard. Prima dell'introduzione dei modelli a frequenze ancor più spinte, le versioni interessate dall'aggiornamento sono state: T2600, T2500 e T2400. Anche il package è stato rinnovato, anche se pare che le modifiche siano state soprattutto di natura estetica.

#### Sfruttamento della cache L2
Nei processori dual core e multi core si pone il problema di come sfruttare la grande dotazione di cache L2 e come gestirne l'accesso da parte dei vari core. L'approccio a die singolo cui si è accennato poco sopra è solo uno degli approcci possibili nella realizzazione, e ognuno di questi comporta pro e contro relativamente ai metodi di fruizione di questa preziosa memoria aggiuntiva. Buona parte di questi aspetti è evidenziata nella voce Dual core (gestione della cache), in cui si fa riferimento anche ad altri processori che sfruttano i differenti approcci.

### Miglioramenti della microarchitettura
In termini prestazionali, Yonah ha introdotto molte novità nel core rispetto a quanto presente precedentemente in Dothan. I set di istruzioni SSE e SSE2 sono stati ottimizzati per cercare di ottenere superiori prestazioni, mentre le istruzioni SSE3, introdotte inizialmente con i processori Pentium 4 Prescott, sono state per la prima volta fornite anche in una CPU mobile. Altre ottimizzazioni sono state introdotte anche per quanto riguarda l'FPU, Floating Point Unit, elemento che, fino a quel momento, rappresentava un punto debole nell'architettura delle CPU Pentium M. Tutte queste innovazioni hanno portato (come citato anche precedentemente) il numero di transistor integrati nel processore a ben 151,6 milioni ma rispetto all'architettura Pentium M Banias originaria, tali migliorie hanno permesso di raddoppiare l'efficienza, e quindi le prestazioni, a parità di Watt dissipati.
La frequenza massima raggiungibile da questo core dovrebbe essere pari a 2,5 GHz ma non ci sono voci ufficiali in tal senso. Se tale notizia si rivelasse vera, si avrebbe un bel salto nelle prestazioni di un processore mobile senza comunque trascurare il fattore che ha segnato la fortuna di questo microprocessore, il consumo medio e quindi l'autonomia del portatile; per il 2010, infatti, Intel conta, grazie ad una stretta collaborazione con vari soggetti dell'industria, di riuscire ad estendere l'autonomia di un tipico notebook ad almeno 8 ore. Per quanto riguarda Yonah, quando un sistema basato su tale processore viene collegato alla sola batteria di alimentazione, oppure si trova in uno stato in cui non viene richiesta una grande potenza di elaborazione, uno dei due core viene automaticamente disabilitato così da diminuire il consumo complessivo. La cache L2, in quanto condivisa, può essere completamente assegnata al core rimasto in funzione, quando il sistema opera in questa modalità, diventando quindi molto simile ad un "vecchio" processore Dothan pur con tutte le altre migliorie implementate. Di seguito ne si illustrano i dettagli.

#### Dynamic Power Coordination
Più nel dettaglio, questa tecnologia chiamata Dynamic Power Coordination funziona nel seguente modo: i processori integrano la possibilità di entrare all'interno di cinque differenti modalità, ciascuna delle quali ha frequenze di funzionamento e voltaggi di alimentazione specifici così da bilanciare il consumo in funzione del tipo di carico di lavoro richiesto. I due core operano in modo indipendente, nel senso che ciascuno di essi ha un proprio tool di C-State che permette di verificare lo status di funzionamento richiesto dal sistema in quel preciso istante; un sistema di gestione coordinato permette ai due core di scegliere dinamicamente quale stato utilizzare, in funzione del carico di lavoro richiesto in quell'istante.
I core possono posizionarsi indipendentemente in una delle cinque differenti modalità, qualora queste non richiedano differenti voltaggi di alimentazione tra i due core. Se questo dovesse verificarsi, cioè uno dei due processori voglia posizionarsi in una delle modalità con voltaggio più basso rispetto a quella dell'altro, è necessario attendere che il processore maggiormente sotto carico in quel preciso istante termini i propri task, mettendosi anch'esso in una condizione di cambiare status a vantaggio di uno a più basso consumo.

### Altre tecnologie implementate
Anche in questo caso, come in tutti i processori mobile di Intel, non è stata implementata la tecnologia Hyper-Threading, che renderebbe visibili al sistema operativo ben 4 core LOGICI (2 fisici, ciascuno composto da 2 logici); una scelta che Intel ha intenzione di portare avanti anche in futuro con i successori di Yonah, in quanto pare che tale tecnologia, abbinata a processori dual core, non ottenga risultati apprezzabili soprattutto per la mancanza di software ottimizzato.
È invece stato inserito il supporto XD-bit che permette di rafforzare la separazione tra le aree di memoria riservate ai dati e quelle riservate al codice, per impedire che un programma malevolo, sfruttando uno dei cosiddetti bug "buffer overflow", possa inserire del codice in aree riservate ai dati, per successivamente causarne l'esecuzione. Sono inoltre supportate le tecnologie Vanderpool e Active Management Technology.
Il supporto alle EM64T in ambito mobile, invece, è arrivato solo con l'evoluzione di Yonah, il Core 2 Duo Merom, dato che alcuni test interni ad Intel eseguiti durante lo sviluppo di Yonah, avevano evidenziato che le maggiori richieste energetiche fatte da queste istruzioni non erano bilanciate dai risultati prestazionali, ancora scarsi data la limitata presenza di software a 64 bit agli inizi del 2006, anno di presentazione di Yonah.

## Un nuovo nome per le CPU mobile
Intel ha da sempre abituato i propri clienti a nomi commerciali di processori che si protraggono a lungo nel tempo inalterati sebbene nel corso degli anni le ultime evoluzioni siano profondamente diverse dalle incarnazioni originali. L'esempio più eclatante di questa strategia è rappresentato dal Pentium 4 di cui l'ultima incarnazione, il core Cedar Mill è molto diverso dall'originale Willamette.
Sembrava che questo approccio venisse mantenuto anche con Yonah, e infatti durante i primi annunci fatti da Intel, essa stessa aveva annunciato i seguenti nomi, in cui però non era ancora nota la prima cifra del processor number, ma che presumibilmente sarebbe stata un "8", diventando quindi "Pentium M serie 8xx":
- Pentium M x60
- Pentium M x50
- Pentium M x40
- Pentium M x30
- Pentium M x20

Nel corso del tempo invece, Intel decise che per Yonah era necessario cambiare strategia commerciale ritenendo fondamentale che i consumatori distinguessero fermamente tra i "vecchi" processori mobile Dothan e i nuovi dual core. Per questo motivo, il 15 novembre 2005 furono presentati i nuovi loghi che indicavano le varie versioni di Yonah (single core e dual core), dichiarando che non sarebbe più stata presente nessuna menzione al Pentium M. Tali loghi erano (come già accennato), Core Duo per le versioni dual core di Yonah, e Core Solo per quelle single core.

Logo delle 2 versioni di Yonah

Successivamente, il 18 novembre 2005, Intel presentò i nomi ufficiali delle varie versioni di Yonah che sono poi arrivate in commercio. Si nota che non era infatti più presente nessun riferimento al "Pentium M serie 8xx" e che anzi anche il processor number era cambiato diventando composto da una lettera iniziale seguita da 4 cifre.
La lettera identificava la "classe energetica" della CPU in questione, infatti i processori Yonah appartenenti alla serie "E" sono caratterizzati da un consumo di più di 50 W. Venivano seguiti poi da quelli della serie "T" con 25-49 W, della serie "L" con 15-24 W e, per finire, dai modelli della serie "U" con meno di 14 W. È però da tenere conto che le CPU della serie "E" non erano destinate all'utilizzo in sistemi Mobile.

### Prezzi delle varie versioni di Yonah
Inizialmente sono stati presentati i seguenti modelli:
- Core Duo T2600 (ex Pentium M x50) - 637 $
- Core Duo T2500 (ex Pentium M x40) - 423 $
- Core Duo T2400 (ex Pentium M x30) - 294 $
- Core Duo T2300 (ex Pentium M x20) - 241 $

Successivamente è arrivato anche il seguente:
- Core Duo T2700 (ex Pentium M x60)- 637 $ (i modelli già in commercio hanno subito ovviamente un ribasso)

Anche per Yonah, Intel aveva previsto il debutto di tre differenti versioni di processore: con alimentazione standard, Low Voltage e Ultra Low Voltage (quest'ultima utilizzava il BUS di 533 MHz e, nelle sue prime versioni era single core e senza il supporto alla tecnologia Vanderpool). Le differenze tra queste famiglie di processori erano legate al consumo complessivo, più basso nelle ultime 2 che erano pensate per l'utilizzo in sistemi di ridotte dimensioni nei quali si vuole privilegiare l'autonomia di funzionamento.
I seguenti sono i processori LV (Low Voltage) arrivati sul mercato:
- Core Duo L2400 (ex Pentium M LV x48) - 316 $
- Core Duo L2300 (ex Pentium M LV x38) - 284 $

E il seguente dovrebbe arrivare in un secondo tempo:
- Core Duo L2500 (ex Pentium M LV x58) - 1,83 GHz, FSB 667 MHz, Vanderpool, dual core - (previsto per il 28 maggio 2006)

I processori ULV (Ultra Low Voltage) inizialmente presentati erano i seguenti:
- Core Solo U1400 (ex Pentium M ULV xxx) - 262 $
- Core Solo U1300 (ex Pentium M ULV xxx) - 241 $

E il seguente è arrivato a fine giugno 2006:
- Core Duo U2500 (ex Pentium M ULV xxx) - consumo massimo di 9 W, ma medio di soli 0,75 W - 289 $

Infine i modelli single core pensati per gli small form factor PC (SFF) ovvero dispositivi "All-in-one" e Entertainment PC (EPCs), quelli alla base dei sistemi Intel VIIV:
- Core Solo T1400 (ex Pentium M 766) - 1,83 GHz, FSB 667 MHz, single core - (previsto per 28 maggio 2006)
- Core Solo T1300 (ex Pentium M 756) - 1,66 GHz, FSB 667 MHz, single core - 209 $

Esistono anche processori della serie "Exxx", che come detto prima sono caratterizzate da consumi più elevati, nell'ordine dei 50 W.

### Anche Celeron M
Oltre ai già citati Core Duo e Core Solo, sono stati annunciati anche alcuni modelli ancora più economici che costituivano l'evoluzione del core Dothan-1024 per le CPU Celeron M. Le prestazioni di questi modelli erano comunque relativamente elevate.

### Versioni per i soli produttori OEM
Intel ha sviluppato anche altre versioni di processore Core Duo specificamente destinate ad alcuni dei suoi partner OEM, da utilizzare in particolari serie di soluzioni notebook. Agli inizi di luglio 2006, è iniziata la commercializzazione delle seguenti versioni per sistemi notebook di fascia entry level, utilizzando un BUS a frequenza ridotta e prezzi intorno ai 100$:
- Core Duo T2250 - 1,73 GHz, FSB 533 MHz
- Core Duo T2050 - 1,6 GHz, FSB 533 MHz

Hewlett-Packard, Acer, Dell e ASUS sono stati i primi produttori che hanno utilizzato queste CPU per le proprie famiglie di notebook, a partire dal mese di giugno 2006, soprattutto nei mercati europei e in quello cinese.
Successivamente sono arrivati anche i T2060 e T2080 con la cache limitata a 1 MB.

## La nuova piattaforma Centrino: "Centrino Duo"

Anche il logo Centrino si è evoluto...

Assieme al chipset Calistoga, il cui nome commerciale è i945 GM e i945 PM, e alla scheda wireless Golan (chiamata commercialmente Intel/PRO wireless 3945ABG), Yonah formava la nuova piattaforma Napa (all'inizio era previsto anche il chipset di fascia alta i955 XM ma poi a metà luglio 2005 il suo sviluppo è stato soppresso inserendo alcune delle sue caratteristiche nei restanti chipset).
Proseguendo un trend già visto con le prime soluzioni Centrino, Napa introduceva anche una generale riduzione delle dimensioni dei componenti; questo ha permesso l'utilizzo di sistemi notebook sempre più piccoli, portando verso una continua miniaturizzazione dei dispositivi. Già al lancio di Yonah erano disponibili in commercio soluzioni notebook con display da 10 pollici, capaci di notevole potenza elaborativa. Commercialmente esistevano 2 versioni di Napa a seconda che il processore inserito fosse la versione dual core o quella single core. Analogamente a quanto fatto con il logo del processore infatti, anche quello della piattaforma ha subito una revisione formando le due piattaforme Centrino Duo e Centrino con loghi modificati rispetto a quello utilizzato fino a Dothan.

### Alla base anche dei primi Mactel
Nel giugno 2005 Apple aveva annunciato che avrebbe progressivamente abbandonato i processori PowerPC di IBM per abbracciare, in ogni sua famiglia di computer, i chip x86 di Intel. In occasione del Mac World Expo di San Francisco, l'11 gennaio 2006, vennero tolti i veli ai primi portatili MacBook Pro e iMac, entrambi con processore Core Duo. Si può ragionevolmente dire che era iniziata l'era dei Mactel.
I modelli di MacBook Pro erano due: uno dotato di processore Core Duo a 1,67 GHz e disco rigido SATA da 80 GB, e uno dotato di Core Duo a 1,83 GHz e drive SATA da 100 GB. Invece i modelli di iMac si differenziavano in modo particolare per la velocità del processore, di 1,83 GHz o 2 GHz, e la dimensione del disco fisso SATA, di 160 GB o 250 GB.
Sia con il MacBook che con il nuovo iMac, Apple forniva la versione x86 di macOS 10.4.4 e la nuova suite software iLife '06 presentata insieme a iWork '06 nella stessa occasione.

## Alcuni problemi di gioventù
Alcuni test effettuati a inizio 2006 su piattaforme basate su Yonah, utilizzando una periferica USB 2.0 collegata al sistema, evidenziarono un consumo anomalo delle batterie, dovuto ad un bug nel driver che gestiva la funzione ACPI (Advanced Configuration and Power Interface), contenuto in Windows XP. Microsoft era già a conoscenza di questo problema, avendo pubblicato delle note attraverso l'articolo KB899179 del 12 luglio 2005.
In pratica, nel momento in cui al sistema era collegata una periferica USB 2.0, veniva impedito al processore di utilizzare gli stati "C states", ovvero quegli stadi in cui il processore poteva diminuire l'assorbimento di corrente in favore di una maggiore autonomia.
Il 22 maggio 2006, Microsoft ha reso disponibile un aggiornamento per Windows XP che risolveva il problema sopracitato.

## Progetti derivati
Intel ha deciso di ricavare un microprocessore indirizzato ai server di fascia bassa partendo dallo sviluppo di Yonah. Tale CPU, conosciuta con il nome in codice di Sossaman, è stata distribuita dal 14 marzo 2006 per l'utilizzo in server ultra compatti in cui sia necessario contenere il consumo massimo e la temperatura di esercizio. In pratica si trattava di un processore Yonah che poteva funzionare in modalità SMP (Simultaneous Multi Processor). Divenne quindi possibile due Sossaman, a loro volta dual core, sulla stessa scheda madre server, per un totale di quattro core elaborativi "fisici".

## Modelli
La tabella seguente mostra i modelli di Core Duo, Core Solo e Celeron M, basati su core Yonah, arrivati sul mercato. Molti di questi condividono caratteristiche comuni pur essendo basati su diversi core; per questo motivo, allo scopo di rendere maggiormente evidente tali affinità e "alleggerire" la visualizzazione alcune colonne mostrano un valore comune a più righe. Di seguito anche una legenda dei termini (alcuni abbreviati) usati per l'intestazione delle colonne:
- Nome Commerciale: si intende il nome con cui è stato immesso in commercio quel particolare esemplare.
- Data: si intende la data di immissione sul mercato di quel particolare esemplare.
- N°Core: si intende il numero di core montati sul package: 1 se "single core" o 2 se "dual core".
- Socket: lo zoccolo della scheda madre in cui viene inserito il processore. In questo caso il numero rappresenta oltre al nome anche il numero dei pin di contatto.
- Clock: la frequenza di funzionamento del processore.
- Molt.: sta per "Moltiplicatore" ovvero il fattore di moltiplicazione per il quale bisogna moltiplicare la frequenza di bus per ottenere la frequenza del processore.
- Pr.Prod.: sta per "Processo produttivo" e indica tipicamente la dimensione dei gate dei transistor (180 nm, 130 nm, 90 nm) e il numero di transistor integrati nel processore espresso in milioni.
- Voltag.: sta per "Voltaggio" e indica la tensione di alimentazione del processore.
- Watt: si intende il consumo massimo di quel particolare esemplare.
- Bus: frequenza del bus di sistema.
- Cache: dimensione delle cache di 1º e 2º livello.
- XD: sta per "XD-bit" e indica l'implementazione della tecnologia di sicurezza che evita l'esecuzione di codice malevolo sul computer.
- 64: sta per "EM64T" e indica l'implementazione della tecnologia a 64 bit di Intel.
- HT: sta per "Hyper-Threading" e indica l'implementazione della esclusiva tecnologia Intel che consente al sistema operativo di vedere 2 core logici.
- ST: sta per "SpeedStep Technology" ovvero la tecnologia di risparmio energetico sviluppata da Intel e inserita negli ultimi Pentium 4 Prescott serie 6xx per contenere il consumo massimo.
- VT: sta per "Vanderpool Technology", la tecnologia di virtualizzazione che rende possibile l'esecuzione simultanea di più sistemi operativi differenti contemporaneamente.

| Nome Commerciale        | Data             | Socket | N°Core | Clock    | Molt. | Pr.Prod.       | Voltag.         | Watt  | Bus     | Cache             | XD | 64 | HT | ST | VT |
| ----------------------- | ---------------- | ------ | ------ | -------- | ----- | -------------- | --------------- | ----- | ------- | ----------------- | -- | -- | -- | -- | -- |
| Core Duo T2050          | maggio 2006      | M      | 2      | 1,6 GHz  | 12x   | 65 nm 152 mil. | 1.1625V - 1.30V | 31 W  | 533 MHz | L1=2x64KB L2=2 MB | Sì | No | No | Sì | Sì |
| Core Duo T2250          | maggio 2006      | M      | 2      | 1,73 GHz | 13x   | 65 nm 152 mil. | 1.1625V - 1.30V | 31 W  | 533 MHz | L1=2x64KB L2=2 MB | Sì | No | No | Sì | Sì |
| Core Duo T2300          | 5 gennaio 2006   | 479, M | 2      | 1,66 GHz | 10x   | 65 nm 152 mil. | 1.1625V - 1.30V | 31 W  | 667 MHz | L1=2x64KB L2=2 MB | Sì | No | No | Sì | Sì |
| Core Duo T2300E         | maggio 2006      | 479, M | 2      | 1,66 GHz | 10x   | 65 nm 152 mil. | 0.7625-1.3V     | 31 W  | 667 MHz | L1=2x64KB L2=2 MB | Sì | No | No | Sì | No |
| Core Duo T2350          | N.A.             | M      | 2      | 1,87 GHz | 14x   | 65 nm 152 mil. | 1.1625V - 1.30V | 31 W  | 533 MHz | L1=2x64KB L2=2 MB | Sì | No | No | Sì | Sì |
| Core Duo T2400          | 5 gennaio 2006   | 479, M | 2      | 1,83 GHz | 11x   | 65 nm 152 mil. | 1.1625V - 1.30V | 31 W  | 667 MHz | L1=2x64KB L2=2 MB | Sì | No | No | Sì | Sì |
| Core Duo T2450          | N.A.             | M      | 2      | 2 GHz    | 15x   | 65 nm 152 mil. | 1.1625V - 1.30V | 31 W  | 533 MHz | L1=2x64KB L2=2 MB | Sì | No | No | Sì | Sì |
| Core Duo T2500          | 5 gennaio 2006   | 479, M | 2      | 2 GHz    | 12x   | 65 nm 152 mil. | 1.1625V - 1.30V | 31 W  | 667 MHz | L1=2x64KB L2=2 MB | Sì | No | No | Sì | Sì |
| Core Duo T2600          | 5 gennaio 2006   | 479, M | 2      | 2.16 GHz | 13x   | 65 nm 152 mil. | 1.1625V - 1.30V | 31 W  | 667 MHz | L1=2x64KB L2=2 MB | Sì | No | No | Sì | Sì |
| Core Duo T2700          | 28 giugno 2006   | 479, M | 2      | 2.33 GHz | 14x   | 65 nm 152 mil. | 1.1625V - 1.30V | 31 W  | 667 MHz | L1=2x64KB L2=2 MB | Sì | No | No | Sì | Sì |
| Core Duo LV L2300       | 5 gennaio 2006   | 479    | 2      | 1,5 GHz  | 9x    | 65 nm 152 mil. | 0.7625-1.2125V  | 15 W  | 667 MHz | L1=2x64KB L2=2 MB | Sì | No | No | Sì | Sì |
| Core Duo LV L2400       | 5 gennaio 2006   | 479    | 2      | 1,67 GHz | 10x   | 65 nm 152 mil. | 0.7625-1.2125V  | 15 W  | 667 MHz | L1=2x64KB L2=2 MB | Sì | No | No | Sì | Sì |
| Core Duo LV L2500       | 3 settembre 2006 | 479    | 2      | 1,83 GHz | 11x   | 65 nm 152 mil. | 0.7625-1.2125V  | 15 W  | 667 MHz | L1=2x64KB L2=2 MB | Sì | No | No | Sì | Sì |
| Core Duo ULV U2400      | 25 giugno 2006   | 479    | 2      | 1,07 GHz | 8x    | 65 nm 152 mil. | 0.85V - 1.1V    | 9 W   | 533 MHz | L1=2x64KB L2=2 MB | Sì | No | No | Sì | Sì |
| Core Duo ULV U2500      | 25 giugno 2006   | 479    | 2      | 1,2 GHz  | 9x    | 65 nm 152 mil. | 0.85V - 1.1V    | 9 W   | 533 MHz | L1=2x64KB L2=2 MB | Sì | No | No | Sì | Sì |
| Core Solo T1200         | luglio 2006      | M      | 1      | 1,5 GHz  | 9x    | 65 nm 152 mil. | 0.7625–1.3 V    | 27 W  | 667 MHz | L1=64KB L2=2 MB   | Sì | No | No | Sì | No |
| Core Solo T1250         | N.A.             | M      | 1      | 1,73 GHz | 13x   | 65 nm 152 mil. | 0.7625–1.3 V    | 31 W  | 533 MHz | L1=64KB L2=2 MB   | Sì | No | No | Sì | No |
| Core Solo T1300         | 5 gennaio 2006   | 479, M | 1      | 1,67 GHz | 10x   | 65 nm 152 mil. | 0.7625–1.3 V    | 27 W  | 667 MHz | L1=64KB L2=2 MB   | Sì | No | No | Sì | No |
| Core Solo T1350         | luglio 2006      | M      | 1      | 1,87 GHz | 14x   | 65 nm 152 mil. | 0.7625–1.3 V    | 31 W  | 533 MHz | L1=64KB L2=2 MB   | Sì | No | No | Sì | No |
| Core Solo T1400         | 28 maggio 2006   | 479, M | 1      | 1,83 GHz | 11x   | 65 nm 152 mil. | 0.7625–1.3 V    | 27 W  | 667 MHz | L1=64KB L2=2 MB   | Sì | No | No | Sì | No |
| Core Solo T1500         | agosto 2006      | M      | 1      | 2 GHz    | 12x   | 65 nm 152 mil. | 0.7625–1.3 V    | 27 W  | 667 MHz | L1=64KB L2=2 MB   | Sì | No | No | Sì | No |
| Core Solo ULV U1300     | 18 aprile 2006   | 479    | 1      | 1,07 GHz | 8x    | 65 nm 152 mil. | 0.95–1.05 V     | 5.5 W | 533 MHz | L1=64KB L2=2 MB   | Sì | No | No | Sì | No |
| Core Solo ULV U1400     | 18 aprile 2006   | 479    | 1      | 1,2 GHz  | 9x    | 65 nm 152 mil. | 0.95–1.05 V     | 5.5 W | 533 MHz | L1=64KB L2=2 MB   | Sì | No | No | Sì | No |
| Core Solo ULV U1500     | 2 gennaio 2007   | 479    | 1      | 1,33 GHz | 10x   | 65 nm 152 mil. | 0.85–1.1 V      | 5.5 W | 533 MHz | L1=64KB L2=2 MB   | Sì | No | No | Sì | No |
| Celeron M 410           | 12 aprile 2006   | M      | 1      | 1,47 GHz | 11x   | 65 nm 152 mil. | 1.0–1.3 V       | 27 W  | 533 MHz | L1=64KB L2=1MB    | Sì | No | No | No | No |
| Celeron M 420           | 12 aprile 2006   | M      | 1      | 1,6 GHz  | 12x   | 65 nm 152 mil. | 1.0–1.3 V       | 27 W  | 533 MHz | L1=64KB L2=1MB    | Sì | No | No | No | No |
| Celeron M 430           | 12 aprile 2006   | M      | 1      | 1,73 GHz | 13x   | 65 nm 152 mil. | 1.0–1.3 V       | 27 W  | 533 MHz | L1=64KB L2=1MB    | Sì | No | No | No | No |
| Celeron M 440           | ottobre 2006     | 479, M | 1      | 1,87 GHz | 14x   | 65 nm 152 mil. | 1.0–1.3 V       | 27 W  | 533 MHz | L1=64KB L2=1MB    | Sì | No | No | No | No |
| Celeron M 450           | ottobre 2006     | M      | 1      | 2 GHz    | 15x   | 65 nm 152 mil. | 1.0–1.3 V       | 27 W  | 533 MHz | L1=64KB L2=1MB    | Sì | No | No | No | No |
| Pentium Dual-Core T2060 | gennaio 2007     | M      | 2      | 1,6 GHz  | 12x   | 65 nm 152 mil. | 0.7625V-1.3V    | 31 W  | 533 MHz | L1=2x64KB L2=1MB  | Sì | No | No | Sì | Sì |
| Pentium Dual-Core T2080 | aprile 2007      | M      | 2      | 1,73 GHz | 13x   | 65 nm 152 mil. | 0.7625V-1.3V    | 31 W  | 533 MHz | L1=2x64KB L2=1MB  | Sì | No | No | Sì | Sì |
| Pentium Dual-Core T2130 | metà 2007        | M      | 2      | 1,87 GHz | 14x   | 65 nm 152 mil. | 0.7625V-1.3V    | 31 W  | 533 MHz | L1=2x64KB L2=1MB  | Sì | No | No | Sì | Sì |

Nota: la tabella soprastante dovrebbe essere un estratto di quella completa contenuta nella pagina del Core Duo e Core Solo, in realtà dato che per il successore di Yonah, Merom, Intel ha scelto di cambiare il nome commerciale in Core 2 Duo, questa rappresenta l'unione delle due tabelle riportate nelle voci sopracitate. Sono inoltre presenti i modelli alla base del Celeron M.

## Termine della produzione di Yonah
Intel ha annunciato di voler sospendere entro novembre 2007 la produzione dei seguenti modelli basati su Yonah: Core Duo T2700, T2600, T2500, T2400, T2300 e T2300E, oltre ai Celeron M 450, 440 e 430.
Questa mossa segna l'inizio della fine per l'ultima generazione di processori Intel ancora basati su architetture precedenti all'attuale Intel Core Microarchitecture e inoltre il progressivo abbandono delle soluzioni a 65 nm faciliterà il passaggio alle soluzioni a 45 nm.

## Il successore
Yonah è stato seguito ad agosto 2006 dalla propria evoluzione, il progetto Merom commercializzato con il nome commerciale di Core 2 Duo. Si tratta ancora di una CPU dual core costruita a 65 nm, ma vanta l'introduzione delle EM64T e soprattutto una profonda revisione dell'architettura interna chiamata Intel Core Microarchitecture che gli permette di aumentarne l'efficienza del 20% rispetto a Yonah. Inoltre anche la cache L2 è stata raddoppiata arrivando a ben 4 MB complessivi. Con l'arrivo di Merom, si è passati alla piattaforma di transizione Napa64 e, successivamente, a maggio 2007, con l'arrivo del chipset Crestine, alle nuove piattaforme Centrino Pro e Centrino Duo Santa Rosa.